# 蔡鐸 (成化進士)
蔡鐸（1447年—？），字振之，河南開封府祥符縣人，民籍，明朝政治人物。

## 生平
河南鄉試第六十三名舉人。成化二十三年（1487年）中式丁未科會試第一百三十六名，三甲第十八名進士。

## 家族
曾祖蔡文善，監察御史；祖父蔡用宜；父蔡璘，母楊氏。具庆下。